# Juan Carlos Aguilar
Juan Carlos Manuel Aguilar Peña (* 20. November 1998 in London, England) ist ein bolivianisch-kanadischer Tennisspieler.

## Karriere
Aguilar wurde in London geboren, spielte aber für Bolivien, das Geburtsland seiner Eltern. Er spielte bis 2016 auf der ITF Junior Tour. In der Jugend-Rangliste erreichte er mit Rang 23 seine höchste Notierung. Sein bestes Ergebnis bei Grand-Slam-Turnieren war im Einzel die zweite Runde, während er im Doppel überraschend bei den US Open an der Seite von Felipe Meligeni Alves ungesetzt das Turnier gewann. Im Finale schlugen sie die an drei gesetzten Kanadier Félix Auger-Aliassime und Benjamin Sigouin. Es war der erste Erfolg bei einem Grand-Slam-Turnier übergreifend in der Geschichte des Landes. Kurz darauf stieg er auf sein Karrierehoch.
Bei den Profis spielte Aguilar 2015 erste Turniere auf der ITF Future Tour und konnte sich in diesem Jahr auch erstmals in der Tennisweltrangliste platzieren. 2017 begann er ein Studium an der Texas A&M University mit dem Schwerpunkt Business. Er spielte dort auch College Tennis. Für sein letztes Jahr wechselte er an die Texas Christian University, an der er 2022 seinen Abschluss machte. Während des Studiums nahm er weiterhin an Turnieren teil. Im Einzel schaffte er es 2018 zweimal ins Future-Halbfinale, wodurch er mit Platz 796 sein Karrierehoch erreichte. Im Doppel gewann er im selben Jahr seinen ersten Titel und zog in die Top 1000 ein. Bereits ein Jahr zuvor gab er sein Debüt für die bolivianische Davis-Cup-Mannschaft, für die er 2019 ein zweites Mal zum Einsatz kam und für die er eine Bilanz von 1:1 vorweist. 2020 entschied er sich fortan für Kanada – seine Familie wohnt in Montreal – anzutreten. Im Doppel gewann Aguilar 2019 zwei weitere Titel, sodass er Anfang 2020 auch im Doppel sein Karrierehoch erreichte, das bei 576 liegt.
Nach Beendigung seines Studiums konnte er 2022 häufiger Turniere spielen. Zwei weitere Futures gewann er im Doppel, auf der höher dotierten ATP Challenger Tour gewann er in Granby sein erstes Match. Das Jahr beendete er im Einzel auf Platz 1023 und im Doppel auf Rang 787.

## Erfolge
| Legende (Anzahl der Siege)  |
| Grand Slam                  |
| ATP World Tour Finals       |
| ATP World Tour Masters 1000 |
| ATP World Tour 500          |
| ATP World Tour 250          |
| ATP Challenger Tour (2)     |

### Doppel

#### Turniersiege
| Nr. | Datum              | Turnier | Belag         | Partner                 | Finalgegner                                    | Ergebnis         |
| --- | ------------------ | ------- | ------------- | ----------------------- | ---------------------------------------------- | ---------------- |
| 1.  | 11. November 2023  | Calgary | Hartplatz (i) | Justin Boulais          | Charles Broom Ben Jones                        | 6:3, 6:2         |
| 2.  | 21. September 2024 | Cali    | Sand          | Conner Huertas del Pino | Juan Sebastián Gómez Johan Alexander Rodríguez | 5:7, 6:3, [10:7] |